# Nico Hug
Nico Hug (26 ottobre 1998) è un calciatore tedesco, difensore dell'Altglienicke.

## Caratteristiche tecniche
È un terzino sinistro.

## Carriera
Cresciuto nel settore giovanile del Friburgo, dal 2017 al 2020 gioca con la squadra riserve in Regionalliga segnando 3 reti in 37 presenze; trasferitosi a titolo definitivo al Vaduz il 2 luglio 2020, il 27 agosto seguente debutta fra i professionisti giocando il match di qualificazione per l'Europa League perso 2-0 contro l'Hibernians.

## Statistiche
Statistiche aggiornate al 21 maggio 2021.

### Presenze e reti nei club
| Stagione        | Squadra         | Campionato      | Campionato | Campionato | Coppe nazionali | Coppe nazionali | Coppe nazionali | Coppe continentali | Coppe continentali | Coppe continentali | Altre coppe | Altre coppe | Altre coppe | Totale | Totale | Totale |
| Stagione        | Squadra         | Comp            | Pres       | Reti       | Comp            | Pres            | Reti            | Comp               | Pres               | Reti               | Comp        | Pres        | Reti        | Pres   | Reti   |        |
| --------------- | --------------- | --------------- | ---------- | ---------- | --------------- | --------------- | --------------- | ------------------ | ------------------ | ------------------ | ----------- | ----------- | ----------- | ------ | ------ | ------ |
| 2017-2018       | Friburgo II     | RL              | 4          | 0          |                 | -               | -               |                    | -                  | -                  |             | -           | -           | 4      | 0      |        |
| 2018-2019       | Friburgo II     | RL              | 18         | 3          |                 | -               | -               |                    | -                  | -                  |             | -           | -           | 18     | 3      |        |
| 2019-2020       | Friburgo II     | RL              | 15         | 0          |                 | -               | -               |                    | -                  | -                  |             | -           | -           | 15     | 0      |        |
| 2020-2021       | Vaduz           | ASL             | 25         | 0          | CS              | 0               | 0               | UEL                | 1                  | 0                  |             | -           | -           | 26     | 0      |        |
| Totale carriera | Totale carriera | Totale carriera | 62         | 3          |                 | 0               | 0               |                    | 1                  | 0                  |             | -           | -           | 63     | 3      |        |

## Palmarès

### Competizioni nazionali
- Coppa del Liechtenstein: 1

Vaduz: 2021-2022